# Malatya (district)
Malatya (Koerdisch: Meletî) is een Turks district in de provincie Malatya en telt 454.272 inwoners (2007). Het district heeft een oppervlakte van 922,2 km². Hoofdplaats is Malatya.
De bevolkingsontwikkeling van het district is weergegeven in onderstaande tabel.
| 1997    | 2000    | 2007    |
| ------- | ------- | ------- |
| 461.266 | 457.566 | 454.272 |